# Mount Nervo
Mount Nervo ist ein 1070 m hoher Berg im westantarktischen Queen Elizabeth Land. In der Neptune Range der Pensacola Mountains ragt er 5 km nördlich des Mount Coulter in den Schmidt Hills auf.
Der United States Geological Survey kartierte ihn anhand eigener Vermessungen und Luftaufnahmen der United States Navy aus den Jahren von 1956 bis 1966. Das Advisory Committee on Antarctic Names benannte ihn 1968 nach George William Nervo (1928–2014), Funker auf der Ellsworth-Station im antarktischen Winter 1958.